# Ellia English
Ellia English (Covington, 1960. március 26. –) amerikai énekesnő, táncosnő, színésznő.

## Pályafutása
Ellia English egy kilencgyermekes család ötödik gyermekeként született Covingtonban, Georgiában egy baptista lelkész és egy, a háztartásában dolgozó anya gyermekeként. Los Angelesbe költözött, és Helen King szerepében rendszeresen szerepelt a Jamie Foxx Show-ban. További televíziós szerepei közé tartozik a Martin, a Sinbad, az Empty Nest, az Öt Mrs. Buchanan, a Szerelem és háború, a Get Smart és a Thea. Szerepelt a The Innocent, a The Barefoot Executive és a Based on an Untrue Story című televíziós filmekben. Filmekben   szerepelt a Wildcats, a Sidewalk Stories, az Rain Without Thunder, a Block Beauty és a Girlfriends című sorozatokban. Steve Guttenberggel és James Duvallal szerepelt a Cornered! horrorfilmben. 
Manapság a Big Sisters of Los Angelesnek és számos más gyermekszervezetnek szenteli idejét. Szabadidejében fuvolázik, zongorázik, olvas, sétál, biciklizik és sok más szabadtéri tevékenységet végez.

## Filmek
- Wildcats (1986) mint Marva
- Matchups (2003) mint Lynn Williams
- Woman Thou Art Loosed (2004) fegyőr
- Good Luck Chuck (2007) mint Reba
- Semi-Pro (2008) mint Quincy
- Cornered! (2009) mint Mona
- My Sister's Keeper (2009) mint Alice nővér
- Dance Flick, utas a vonaton

## Tévé
- 2015–18: Code Black: (Isabel Mendez)
- 2011: Wilfred (tévésorozat)
- 2014: Petals on the Wind (tévéfilm)
- 2010–14: Good Luck Charlie: Mary Lou Wentz
- 2007–09 & 24: Curb Your Enthusiasm: Auntie Rae
- 1996–2001: The Jamie Foxx Show: Aunt Helen King (100 epizód)
- 1994 és -96: Martin: Mrs. Booker (3 epizód)
- 1994: The 5 Mrs. Buchanans (1 episode): szociális munkás
- 1994: The Innocent
- 1994: The Sinbad Show (1 epizód)
- 1993: Based on an Untrue Story
- 1989: Great Performances (1 epizód)
- 1986: Wildcats
- 1982: Fame (1 epizód)

## Színház
- Love in the Nick of Tyme
- Ain't Misbehavin'
- Ma Rainey's Black Bottom
- Colored Museum
- Dreamgirls
- Romeo and Juliet
- Spunk
- Show Boat
- Barnum
- Nunsense
- One Mo' Time
- Annie Warbucks

## Díjak
- 2009: New York-i Horror Filmfesztivál, a legjobb színésznő Mona megformálásáért a Cornered!-ben